# QU Normae
QU Normae även känd som HR 6131, är en ensam stjärna belägen i den norra delen av stjärnbilden Vinkelhaken. Den har en högsta skenbar magnitud av ca 5,27 och är svagt synlig för blotta ögat där ljusföroreningar ej förekommer. Baserat på parallaxmätning inom Hipparcosuppdraget på ca 1,8 mas beräknas den befinna sig på ett avstånd av ca 1 800 ljusår (ca 600 parsec) från solen. Den rör sig närmare solen med en heliocentrisk radialhastighet av ca -15 km/s.

## Egenskaper
QU Normae är en blå till vit superjättestjärna av spektralklass B1.5 Ia och en variabel stjärna, ansedd som en Alfa Cygni-variabel. Den varierar något oregelbundet med skenbar magnitud mellan 5,27 och 5,41. General Catalogue of Variable Stars anger en period av 4,818 dygn, men annan forskning visar enbart troliga perioder längre än 10 dygn. Den har en massa av ca 43 solmassor, en radie av ca 58 solradier och utsänder energi från dess fotosfär motsvarande ca 417  000 gånger solen vid en effektiv temperatur av ca 17 000 K. Ytöverskott tyder på att stjärnan ännu inte har passerat en röd superjättefas.